# Archivo 253
Archivo 253 es una película mexicana de terror y metraje encontrado del 2015 dirigida por Abe Rosenberg, producida por Joseph Hemsani y protagonizada por Michel Chauvet, Anna Cetti, Mario Escalante y Juan Luis Tovar. La trama principal de la película sigue a un grupo de amigos que, en su afán por descubrir las razones detrás de la clausura y subsecuente demolición de una clínica psiquiátrica, terminan por poner en peligro sus vidas.
La película está inspirada en rumores y testimonios reales de personas que tuvieron familiares internados en el clausurado hospital San Rafael en la Ciudad de México. A pesar de haber sido bien recibida en la taquilla mexicana y ser considerada un éxito financiero, la cinta fue duramente criticada por críticos y espectadores por igual debido a su dirección, guion y edición. 

## Argumento
En el año 2013, meses después de la demolición de la clínica psiquiátrica San Rafael en la Ciudad de México se encuentra un metraje sobre un cuarteto desaparecido de jóvenes que se adentraron al hospital unos meses antes de su demolición. En el metraje se revela que los jóvenes; Diego, su novia Isabella y sus dos amigos Mateo y Charly fueron un grupo de investigadores paranormales que, inspirados por los testimonios turbios de ex empleados y pacientes de San Rafael pretendían realizar un documental sobre el edificio que creían maldito.
Debido a que el grupo no tiene permiso para ingresar al hospital abandonado, los cuatro se ven forzados a esperar a que oscurezca. Una vez dentro exploran las diferentes habitaciones y pasillos hasta que deciden pasar la noche ahí dentro para obtener más material de grabación. Esa misma noche algo se mete en la habitación donde los jóvenes descansan y los graba con una de sus cámaras desde el techo. Al día siguiente el grupo continua con sus grabaciones hasta que llegan a una habitación cerrada en la planta alta del psiquiátrico, lugar que de acuerdo a un dispositivo de Charly tiene la mayor actividad paranormal. 
En el interior del cuarto Diego comienza a sentirse frustrado a falta de material para grabar y exige en voz alta a cualquier ente presente que se manifieste, incomodando al resto de sus compañeros que le piden se calme; como Diego no está satisfecho continúa buscando cualquier actividad sospechosa hasta que guía al resto a una habitación donde encuentran un cadáver. A pesar de su desagradable descubrimiento y de sentirse asustados por la situación, todos acuerdan quedarse una noche más. Sin embargo, a la mañana siguiente descubren que Isabella se siente ansiosa porque asegura haber escuchado susurros de una voz que quiere abusar de ella así como descubrir que Mateo estuvo grabando psicofonías toda la noche, presumiblemente de forma inconsciente como un sonámbulo ya que el asegura no recordar nada de lo visto en las grabaciones.
Todos acuerdan retirarse del hospital por su propia seguridad, pero en su camino a la salida descubren que hay una fuerte tormenta por lo que se ven forzados a refugiarse. Diego se manifiesta interesado en seguir grabando más psicofonías y decide adentrarse a los pasillos solo aun cuando el resto de sus amigos se rehúsa a acompañarlo; de tal forma que cuando el sigue un rastro de sonidos acaba siendo atraído a una habitación donde es atacado por una especie de alma pena de uno de los pacientes del psiquiátrico. Más tarde Mateo decide enseñarle a Isabella las grabaciones que él y Diego habían acordado en mantener ocultas de ella, lo que altera a la muchacha que los convence de encontrar a Diego y huir. 
Para su sorpresa Diego regresa a la habitación donde todos descansan y se desmaya por lo que los demás revisan su cámara viendo a un hombre desnudo que mira de frente hacia la pared. Cansados los jóvenes se quedan durmiendo por unas horas hasta que Diego desaparece una vez más y comienzan a ser testigos de actividad paranormal como el malfuncionamiento de su equipo, la desaparición del cuerpo que habían encontrado así como la manifestación del mismo paciente que atacó a Diego quien los persigue y acecha. Durante la persecución Charly es atrapado y arrastrado a la oscuridad mientras le suplica a sus amigos que lo ayuden; pese a que tanto Isabella como Mateo lo buscan solo encuentran su cuerpo colgado ahorcado en uno de los cuartos. Al poco tiempo Mateo también es afectado por los fantasmas al quedarse de pie en un trance; dejando a Isabella como la única restante quien intenta huir del hospital usando la visión nocturna de una de las cámaras. Conforme se desplaza por la oscuridad se topa con Diego quien le dice que la siga hasta que los dos se separan de nuevo y una asustada Isabella se esconde una habitación mientras ve como un objeto levita en el aire antes de soltar la cámara, finalizando la grabación.

## Reparto
- Michel Chauvet como Diego
- Anna Cetti como Isabella
- Mario Escalante como Mateo
- Juan Luis Tovar como Charly

Así mismo la cinta uso metraje de testimonios de personas que vivían cerca de la clínica varios de los cuales no eran actores y que fungieron como civiles en la cinta.

## Producción

### Redacción
La película es el primer largometraje de horror de Abe Rosenberg quien escribió la misma como una película de dicho género después de que él y un grupo de amigos realizaran una exploración urbana en la por aquel entonces auténtica y a punto de ser derribada clínica de San Rafael mientras se encontraba completando la filmación de otra de sus películas Mientras el lobo no está. Dado que la experiencia fue agotadora y terrorífica para Rosenberg y su equipo, fue que se decidió escribir una escaleta básica del guion con el objetivo de que el elenco realizará actuaciones creíbles durante la filmación y fomentar el uso de la improvisación.
Rosenberg utilizó películas temáticas de horror y de metraje encontrado como referencias para la película como Actividad Paranormal y El proyecto de la bruja de Blair. Así mismo el director se limitó a describirle a los actores las secuencias de las escenas que filmarían en vez de compartirles páginas del guion.

### Filmación
La película se filmó en un hospital psiquiátrico real de San Rafael en la Ciudad de México a tan solo meses antes de su demolición. Debido a que la clínica sería demolida en el primer trimestre el 2012; la producción de la película inició a finales de diciembre del 2011 y se concretaría alrededor de marzo del 2012. Rosenberg junto a su equipo y el elenco concretaron las filmaciones de las que se editó material de más de doce horas.
Debido a que la trama del filme transcurre en su mayoría de noche, las filmaciones se realizaron en horarios diurnos con equipo de filmación pequeño y los cuatro miembros del elenco en el interior de la clínica abandonada; lo que ayudó al equipo a mejorar la ambientación y algunas secuencias del filme.

## Recepción

### Taquilla
Archivo 253 fue de las primeras películas en ser distribuida por Cinépolis Distribución que funciona como una cadena distribuidora para las salas de cine del mismo nombre de películas en su mayoría nacionales de México. Debido al presupuesto limitado que se utilizó para la producción de la película, la cinta tuvo una taquilla exitosa recaudando treinta millones y medio de pesos durante su exhibición. Desde su estreno el 5 de febrero se distribuyeron 180 copias de la cinta y gracias a su buena recepción en taquilla fue exhibida a cuarenta y cinco ciudades adicionales en México.

### Críticas
La cinta fue recibida mayormente de forma negativa por los críticos especializados.
Ali López de Noticine consideró a la cinta como desagradable y fue especialmente muy duro con la cinta en varios de sus aspectos incluyendo, el guion, formato y dirección, escribiendo en su reseña: "En el futuro, tal vez sea recordado por esto. Sólo por esto... ya que estamos ante un film barato, oportunista, de baja calidad, tópicos comunes, poca forma, poco fondo, y que deja decepcionado, y colérico, a más de uno."
Verónica Sánchez Marín de Enfilme la califica con dos estrellas sobre cinco donde se critica principalmente a la película por no aprovechar adecuadamente su formato de metraje encontrado: "La película, que recurre al found footage, evidencia una falta de creatividad para representar visualmente una historia de presencias fantasmales al interior de un recinto maldito. La reincidencia en el found footage evidencia una extrema necesidad de reinventar el recurso en filmes del género."
Hanna Norby de Found Footage Critic calificó a la película con un 6.5 obteniendo calificaciones altas en categorías como cinematografía, actuaciones y formato de metraje, en su crítica Norby comenta: "Archivo 253 es una película de horror y metraje encontrado de México que sigue a un grupo de investigadores paranormales que se adentran a un hospital psiquiátrico abandonado. La película es desafiada por una trama desigual y formulaica así como un escenario cliché, pero aun provee de momentos efectivos de atmósfera y cinematografía.